# Kreiskrankenhaus Gummersbach

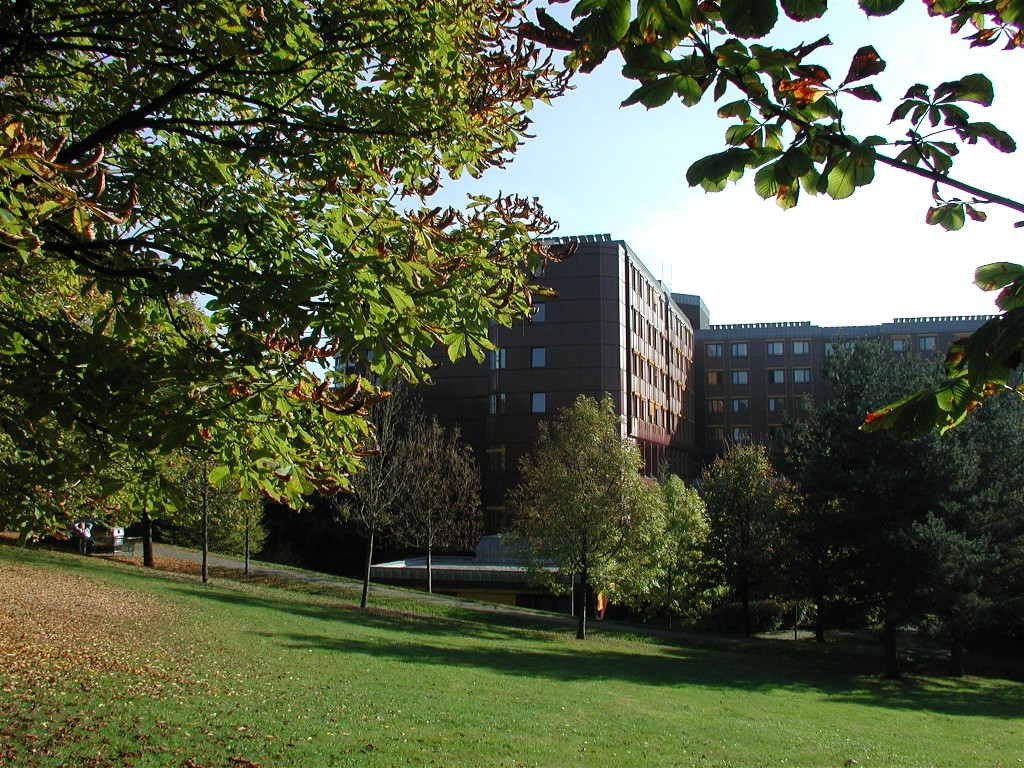
Kreiskrankenhaus Gummersbach

Das Kreiskrankenhaus Gummersbach besteht seit dem 1. Juni 1985 auf der Berstig in Gummersbach. Es ist Lehrkrankenhaus der Universität zu Köln.  
Aufgrund des Neubaus wurden die alten Krankenhäuser in Gummersbach, Bergneustadt und Ründeroth geschlossen. 
Heute hat sich das Kreiskrankenhaus zu einem Gesundheitszentrum für die ganze Region Oberberg entwickelt. 
Das Kreiskrankenhaus Gummersbach gehört zur Klinikum Oberberg GmbH. Zum Unternehmensverbund gehören neben dem Kreiskrankenhaus in Gummersbach auch das Kreiskrankenhaus Waldbröl und die Fachklinik für Psychiatrie in Marienheide sowie die Tochterunternehmen Gesellschaft für Krankenhausdienstleistung mbH (GKD) und die Gesellschaft für Rehabilitation, Prävention und Pflege mbH (RPP). Ferner wird in Bergisch Gladbach die Psychosomatische Klinik Bergisch Land GmbH, eine Fachklinik für Abhängigkeitserkrankungen, betrieben.   
Das Kreiskrankenhaus Gummersbach betreibt 506 vollstationäre Planbetten und 30 tagesklinische Plätze. 
Es bestehen folgende Fachabteilungen:
- Innere Medizin / Gastroenterologie
- Innere Medizin / Onkologie
- Innere Medizin / Nephrologie inkl. teilstationäre Dialyse
- Neurologie
- Frauenheilkunde und Geburtshilfe
- Kinder- und Jugendmedizin (Kinderklinik)
- Allgemein- und Visceralchirurgie
- Unfallchirurgie und Orthopädie
- Hals-, Nasen-, Ohrenheilkunde
- Strahlenheilkunde
- Belegabteilung Augenheilkunde
- Allgemein- und Gerontopsychiatrie
- Radiologie